# Касахун Дендер Мелесе
Касахун Дендер Мелесе (англ. Kasahun Dender Melese) — ефіопський політик та дипломат. Надзвичайний і Повноважний Посол Ефіопії в РФ (2011—2017) та за сумісництвом в Україні (2012—2017), Вірменії (2012—2017), Білорусі (2012—2017).
15 березня 2012 року — вручив вірчі грамоти Президенту України Віктору Януковичу
З 2017 року — заступник виконавчого директора Центру діалогу, досліджень і співробітництва (CDRC).